# Världsmästerskapen i orientering 1993
Världsmästerskapen i orientering 1993 hölls den 9-14 oktober 1993 i West Point i delstaten New York i USA.

## Medaljörer

### Herrar

#### Klassisk distans
1. Allan Mogensen, Danmark 1.27.36
2. Jörgen Mårtensson, Sverige 1.28.07
3. Petter Thoresen, Norge 1.29.28

#### Kortdistans
1. Petter Thoresen, Norge 22.34
2. Timo Karppinen, Finland 23.00
3. Martin Johansson, Sverige 23.26

#### Stafett
1. Schweiz (Dominik Humbel, Christian Aebersold, Urs Flühmann, Thomas Bührer) 3.37.16
2. Storbritannien (Jonathan Musgrave, Martin Bagness, Stephen Palmer, Steven Hale) 3.37.31
3. Finland (Keijo Parkkinen, Mika Kuisma, Petri Forsman, Timo Karppinen) 3.38.20

### Damer

#### Klassisk distans
1. Marita Skogum, Sverige 1.02.27
2. Annika Viilo, Finland 1.04.42
3. Yvette Hague, Storbritannien 1.06.09

#### Kortdistans
1. Anna Bogren, Sverige 20.39
2. Marita Skogum, Sverige 21.10
3. Eija Koskivaara, Finland 21.11

#### Stafett
1. Sverige (Anette Nilsson, Marlena Jansson, Anna Bogren, Marita Skogum) 2.48.48
2. Finland (Johanna Tiira, Kirsi Tiira, Annika Viilo, Eija Koskivaara) 2.56.59
3. Tjeckien (Petra Novotná, Mária Honzová, Marcela Kubatková, Jana Cieslarová) 3.00.29